# سختی نوپ

شکل نقش اثر

مقایسه مقیاس نوپ و موس

سختی سنجی نوپ (به انگلیسی: Knoop hardness test) یک روش سختی سنجی است که به‌طور خاص برای مواد بسیار ترد و صفحات نازک استفاده می‌شود.

## روش
در این روش دندانه‌ای به شکل هرم از جنس الماس بر روی سطح پولیش شده با نیرویی مشخص (معمولا ۱۰۰ گرم نیرو) در زمانی مشخص نگه داشته و نتیجه آن نیز به وسیله میکروسکوپ نوری با اندازه‌گیری می‌شود. نقش اثر، هرمی گسترده با قاعده لوزی و با نسبت طول به عرض ۷:۱ و زاویه برای صفحه طولی ۱۷۲٫۵ درجه و برای صفحه عرضی ۱۳۰ درجه است. عمق نقش اثر تقریباً برابر ۱/۳۰ طول بزرگ لوزی است. در این تست فرض می‌شود که تغییر شکل بر اثر این تست کاملاً غیرالاستیک بوده و هیچگونه بازیابی شکل بعد از برداشته شدن نیروی دندانه رخ ندهد و نقش اثر کاملاً شکل دندانه را به خود بگیرد.
سختی نوپ با HK یا KHN نمایش داده شده و به‌صورت زیر محاسبه می‌شود:
{\displaystyle HK={\tfrac {P}{C_{p}L^{2}}}}
{\displaystyle C_{p}={\tfrac {\tan {\tfrac {B}{2}}}{2\tan {\tfrac {A}{2}}}}}
که در آن:
- L = طول نقش اثر در راستای قطر بزرگ لوزی
- P = نیرو
- Cp = فاکتور اصلاح‌کننده شکل نقش اثر که مقدار ایده‌آل آن برابر با ۰٫۰۷۰۲۷۹ است.
- A = زاویه صفحه طولی
- B = زاویه صفحه عرضی

مقادیر HK معمولاً در بازه ۱۰۰ تا ۱۰۰۰ در واحد kgf·mm−2 می‌باشد. برای تبدیل به واحد SI آن (پاسکال) می‌توان نوشت: {\displaystyle 1kg_{f}.mm^{-2}=9.80665MPa}
| ماده           | HK   |
| -------------- | ---- |
| عاج دندان      | 68   |
| فویل طلا       | 69   |
| مینای دندان    | 343  |
| کوارتز         | 820  |
| سیلیسیم کاربید | 2480 |
| الماس          | 7000 |

این تست در سال 1939 توسط فردریک نوپ و همکارانش در اداره ملی استانداردها (ایالات متحده آمریکا) (امروزه NIST) توسعه داده شده و توسط استاندارد ASTM E384 تعریف شده‌است.

## نمونه تست نوپ
برای انجام تست نوپ معمولاً لازم است سطح نمونه از پیش آماده شده باشد. الزامات کیفی لازم برای این تست به‌طور قابل توجهی دشوارتر از تست راکول است، که در آن فقط لازم است سطح نمونه بدون ناخالصی باشد.
1. برای بهترین نتایج سطح نمونه باید کاملاً تخت، پولیش شده و عاری از هرگونه ناخالصی‌ای که امکان تأثیر روی نتیجه دارد، باشد. انجام تست بر روی سطوح غیرتخت پیشنهاد نمی‌شود؛ چرا که نتایج تحت تأثیر انحنا قرار می‌گیرد حتی اگر شعاع انحنای سطح کاملاً در راستای قطر کوچک دندانه باشد.
2. در تمام تست‌ها، نقش اثر باید به‌طور واضح در میدان دید میکروسکوپ تعریف شده باشد.
3. قبل از انجام تست، روی سطح نمونه نباید هیچ‌گونه سونش انجام شود؛ چرا که این عمل روی دقت اندازه‌گیری اثر می‌گذارد. البته در مواردی که نمونه تست ابعاد خیلی کوچک داشته باشد می‌توان این عمل را با شدت خیلی پایین انجام داد.[۱]

## مقایسه سختی‌سنجی نوپ و سختی‌سنجیویکرز
با توجه به شباهت کلی این دو روش سختی‌سنجی می‌توان تفاوت‌های این دو را با هم مقایسه کرد:
1. دندانه تست نوپ تقریباً نصف دندانه ویکرز در نمونه نفوذ می‌کند و باعث می‌شود که این تست برای مواد ترد و شکننده مانند سرامیک‌ها مناسب‌تر باشد.
2. به دلیل نفوذ کمتر، تست نوپ، حساسیت بیشتری به شرایط سطحی نمونه دارد.
3. قطر بزرگ دندانه تست نوپ حدوداً سه برابر قطر تست ویکرز می‌باشد که خود باعث کاهش خطای اندازه‌گیری می‌شود.
4. به دلیل شکل دندانه تست ویکرز، این تست برای اجسامی که انحنا دارند، مناسب‌تر است.[۵]